# Вільгельм Готліб Фрідріх Бейтлер
Вільгельм Фрідріх Готліб Бейтлер (1745—1811) — доктор права, професор математики у Мітавській гімназії.
Після загальної освіти, слухав лекції з правознавства та математики в Тюбінгенському університеті. Отримавши в 1767 році ступінь доктора права, він зайнявся адвокатурою при Вюртемберзькому гофгеріхті; а незабаром відбув до Польщі, на запрошення графині Скаржевської, яку навчав математики та астрономії.
У 1774 році отримав місце професора математики в Мітавській гімназії; в 1778 призначений астрономом при обсерваторії; у 1795 році обраний почесним членом Петербурзької академії наук. У 1803 році, в нагороду за 30-річну службу, отримав чин надвірного радника.